# Lenor
Downy, также известный как Lenor в Европе, Тайване и Японии — американский бренд кондиционеров для белья, производимых компанией Procter & Gamble. Основан в 1960 году.

## История бренда
Lenor — торговая марка кондиционеров для белья и сушильных салфеток, также производимых компанией P&G, продаваемых в Европе, России и Японии. Кондиционер для белья Lenor появился в Китае в 2007 году, но впоследствии был снят с производства. Ароматические бусины под брендом Downy продаются в Китае с декабря 2017 года. Планы по переименованию Lenor в Downy в Великобритании были отменены в 2002 году.

## Награды
В 2012 году компания Downy была удостоена награды «Экологические герои года» за национальный и международный опыт в области устойчивого развития, а также за экологически чистую продукцию.

## Реклама
Эми Седарис и Титусс Бёрджесс — талантливые люди, нанятые для продвижения линейки ароматических усилителей Downy/Lenor Unstopables In-Wash в США и Великобритании. Рекламные ролики были сняты компанией Grey Advertising. В последней телевизионной рекламе фигурирует группа Backstreet Boys.